# 우치다 나오야
우치다 나오야(일본어: 内田 直哉 うちだ なおや[*], 1953년 5월 1일 ~ )는 일본의 배우, 가수, 성우, 텔레비전 배우이다. 도쿄에서 태어났다.

## 방송
- 야수 조율사 에린
- 블랙 라군 2
- 블랙 라군 1
- 마이 오토메 히메
- 몬스터 팜 2기

## 영화
- 나루토 질풍전 7기 (2014년) - 마다라 역
- 극장판 헌터X헌터 : 팬텀루즈 (2013년)
- C (2011년) - 미쿠니 소이치로의 아버지 역
- 염신전대 고온자: 방방! (2008년)
- RD 잠뇌조사실 (2008년)
- 데스 노트 - 시리즈 (2006년)
- 신 겟타로보 (2004년) - 진 하야토 역
- 명탐정 코난: 눈동자 속의 암살자 (2000년) - 진노 타모츠 목소리 역
- 진 체인지 게타로보 세계 최후의 날 (1998년)